# Alwyn Jones
Thomas Alwyn Jones, född 30 augusti 1947, är en walesisk biofysiker och professor emeritus i strukturell molekylärbiologi vid Uppsala universitet.

## Biografi
Jones avlade bachelorexamen i fysik vid King's College London och följde upp med en doktorseksamen i biokemi. Efter disputationen var han verksam vid Max Planck-Institutet i München från 1973 till 1979 och därefter vid Uppsala universitet. Han var verksam professor vid Vetenskapsrådet inom ämnesområdet för naturvetenskap och teknikvetenskap mellan 1987 och 1994, och kunde sedan 1994 titulera sig professor i strukturell molekylärbiologi vid Uppsala universitet.
Jones betraktas enligt Royal society som en pionjär inom mjukvarutveckling för röntgenkristallografi med programvaror som FRODO och O. Datorprogrammen möjliggjorde validering av molekylstrukturer med en hastighet som tidigare varit otänkbar. Hans huvudartikel i ämnet från 1991 har citerats över 14 000 gånger och hans totala artikelstock omfattar över 140 publikationer citerade totalt över 35 000 gånger med ett h-index (2021) på 58.

## Utmärkelser
- 1986 - Svedbergpriset.[2]
- 1992 - Invald i Royal Society.[7]
- 1993 - Invald i EMBO.[2]
- 1993 - Göran Gustafssonpriset i molekylär biologi.
- 2000 - Invald i Kungliga Vetenskapsakademien med nummer 1169, i klassen för kemi.[8]
- 2003 - Gregory Aminoffs pris (med Alex T. Brunger)[9]
- 2005 - Pattersonpriset.[10]